# Moosfelde

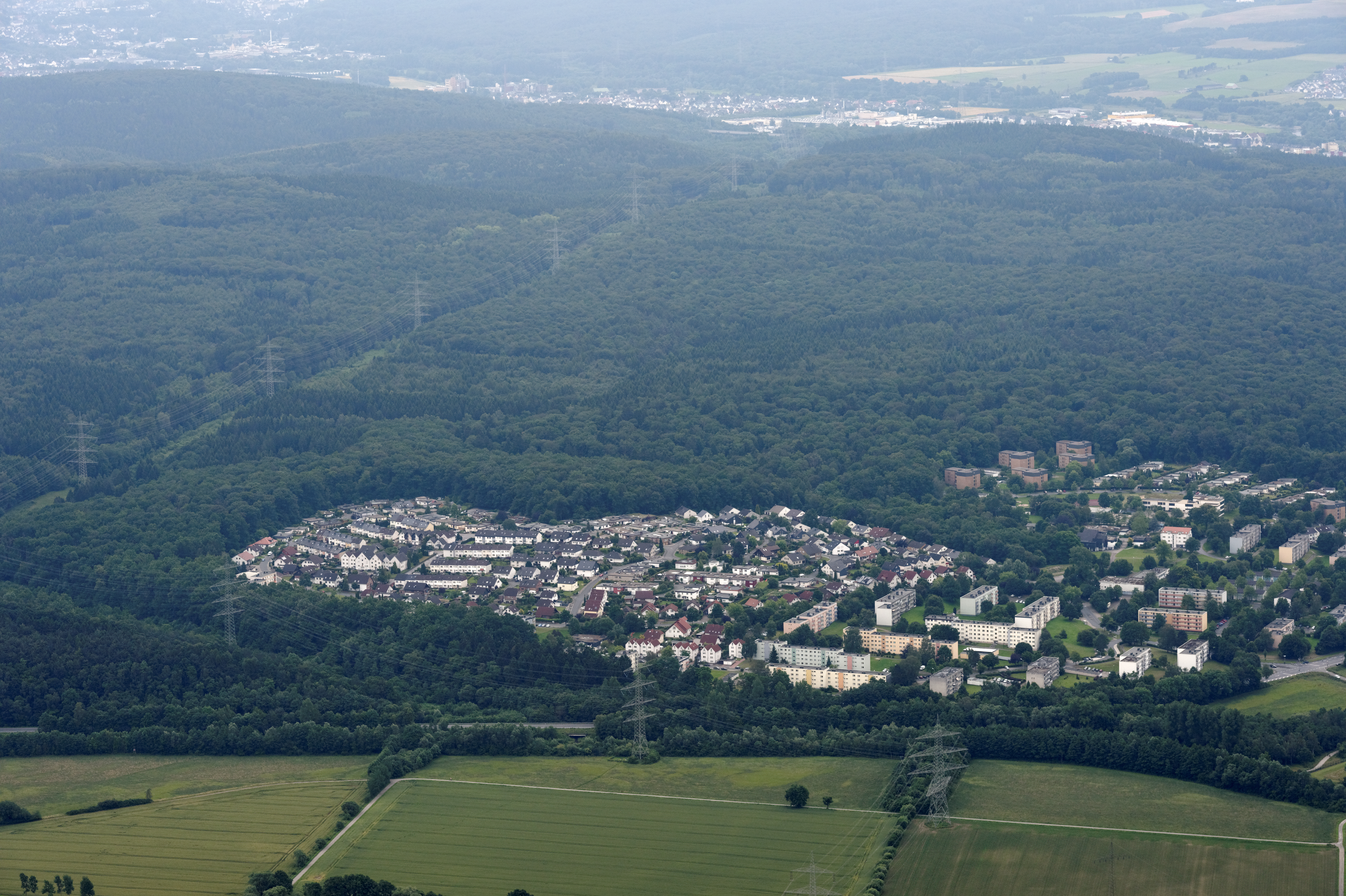
Teilansicht von Moosfelde

Moosfelde war ein bis mindestens ins hohe Mittelalter zurückreichendes Gut zunächst im Besitz der Grafen von Arnsberg und danach des Klosters Wedinghausen, ehe es im 19. Jahrhundert säkularisiert wurde. Seit den 1960er Jahren entstand auf dem Gutsgelände ein neues Stadtquartier der damaligen Stadt Neheim-Hüsten (heute Stadt Arnsberg).

## Gutshof

### Schreibweise
Die älteste Schreibweise war marsuelde (=Marsfelde, Marsfeld). Diese Bezeichnung, über deren Herkunft verschiedene Thesen existieren, wurde soweit bekannt 1370 letztmals verwendet. Erstmals 1544 erwähnt, trat Moosfelde an diese Stelle. Im Hüstener Bürgerbuch existierte noch in den 1780er Jahren die Bezeichnung Mastfelde oder Masfelde.

### Grafen- und Klostergut
Das Gut war ursprünglich offenbar ein Allod der Grafen von Arnsberg. Erstmals urkundlich erwähnt wurde das Gut 1166. Vorangegangen war der Mord des Grafen Heinrich I. von Arnsberg an seinem Bruder. Daraufhin hat eine Koalition einiger Bischöfe und anderer Großer die gräfliche Burg Arnsberg eingenommen. Der Graf hatte unter anderem in der genannten Urkunde das Gut Moosfelde an den Kölner Erzbischof Rainald von Dassel abzutreten. Der Erzbischof gab wohl auf kaiserliche Intervention das Gut an den Grafen in Form eines Lehens zurück. Im Jahr 1185 übertrug Heinrich I. den Besitz „…der ihm von all seinem Vorfahren her erbrechtlich gehört …“ dem neu gegründeten Kloster Wedinghausen. Er diente fortan zur materiellen Ausstattung des Klosters. Das Gut litt im 15. Jahrhundert durch Verwüstungen während der Soester Fehde. Über die Geschichte in den folgenden Jahrhunderten gibt es kaum verlässliche Nachrichten. Das Gut wurde von den Schulten von Moosfelde für das Kloster verwaltet.

### 19. und 20. Jahrhundert

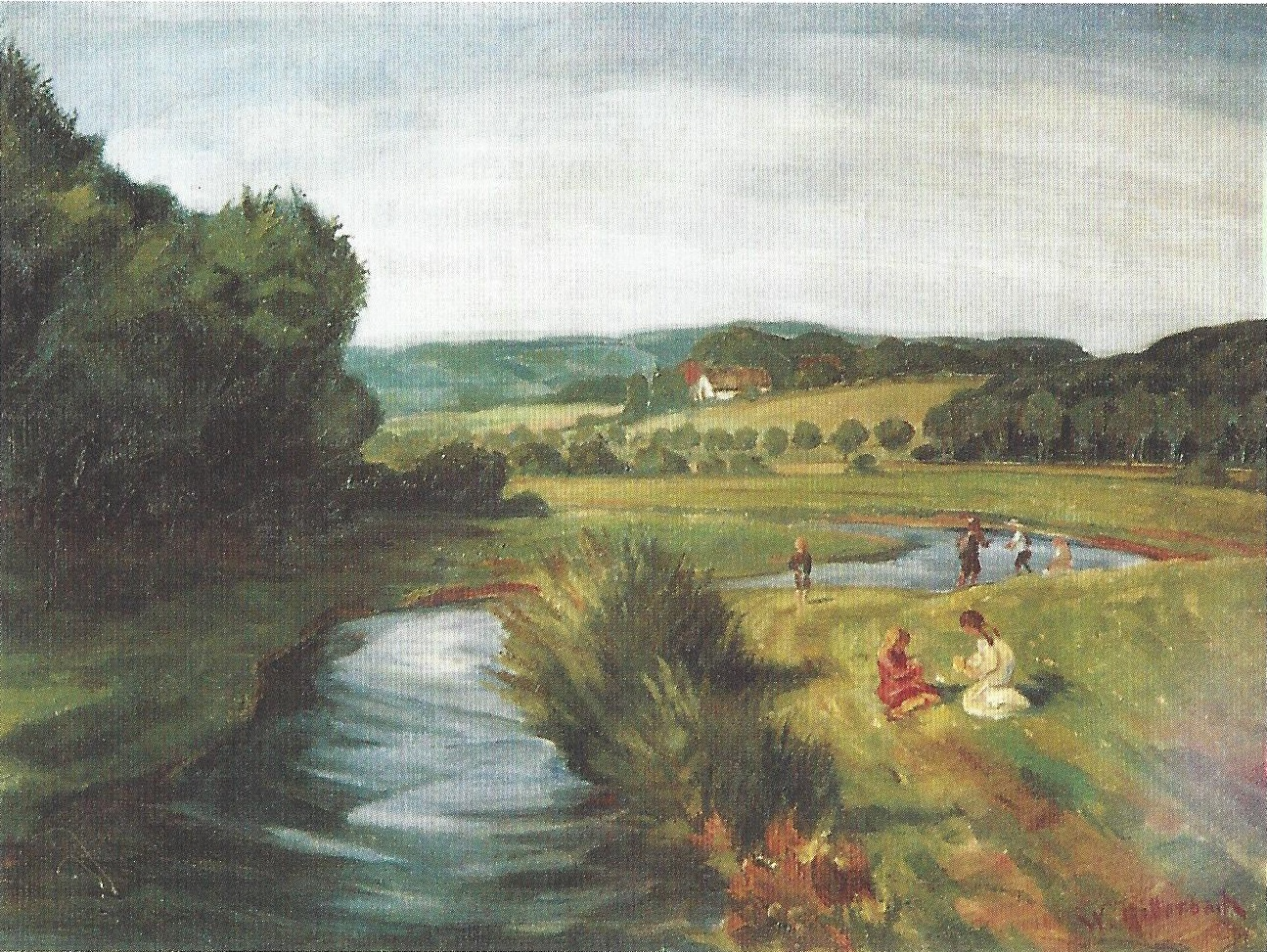
Möhnetal mit Gutshof Moosfelde (Wilhelm Ritterbach 1912), Öl auf Leinwand

Infolge der Säkularisation durch die neue Landesherrschaft über das Herzogtum Westfalen Hessen-Darmstadt endete die Beziehung von Moosfelde zum Kloster Wedinghausen. Der Besitz gehörte nun dem hessischen und seit 1816 dem preußischen Fiskus. Der Besitz wurde von diesem verpachtet beziehungsweise veräußert. Dabei scheint der Betrieb in der ersten Hälfte des 19. Jahrhunderts des Öfteren in wirtschaftlichen Schwierigkeiten gewesen zu sein. Zu dieser Zeit umfasste der Besitz 220 ha. Eine ursprünglich aus Gerlingen stammende Familie Menze besaß das Gut bis 1913. Danach wechselte der Besitz mehrfach den Besitzer. Im 20. Jahrhundert wurde anstelle des alten aus dem 17. Jahrhundert stammende Gutshaus ein Neubau errichtet. Das alte Gutshaus verfiel. Das neue Gutshaus wurde 1972 abgerissen.

## Stadtquartier

### Entstehung
Erste Pläne zur Nutzung des Gutsgeländes für Wohnbebauung kamen 1957 auf. Es entstand in mehreren Bauabschnitten ein Quartier aus Reihenhäuser, Einfamilienhäusern und mehrgeschossigen Mietshäusern mit den dazugehörenden Infrastruktureinrichtungen wie Schule, Kindergarten, Kirche und Geschäften. Das Ganze war als eine Gartenstadt konzipiert. Die Siedlung liegt etwa 2,5 km von der Innenstadt Neheims entfernt. Bis 1969 entstanden etwa 1000 Wohnungen mit etwa 3000 Bewohnern. In den 1970er Jahren wurden anstelle von ursprünglich geplanten achtgeschossigen Mietshäusern weitere Eigenheime gebaut. Damit konnte das ursprüngliche Ziel Wohnraum für 5000 Menschen zu schaffen, nicht mehr erreicht werden. Dies und andere Gründe hatten zur Folge, dass es zur Schließung von Einkaufsmöglichkeiten kam.

### Neuere Entwicklung

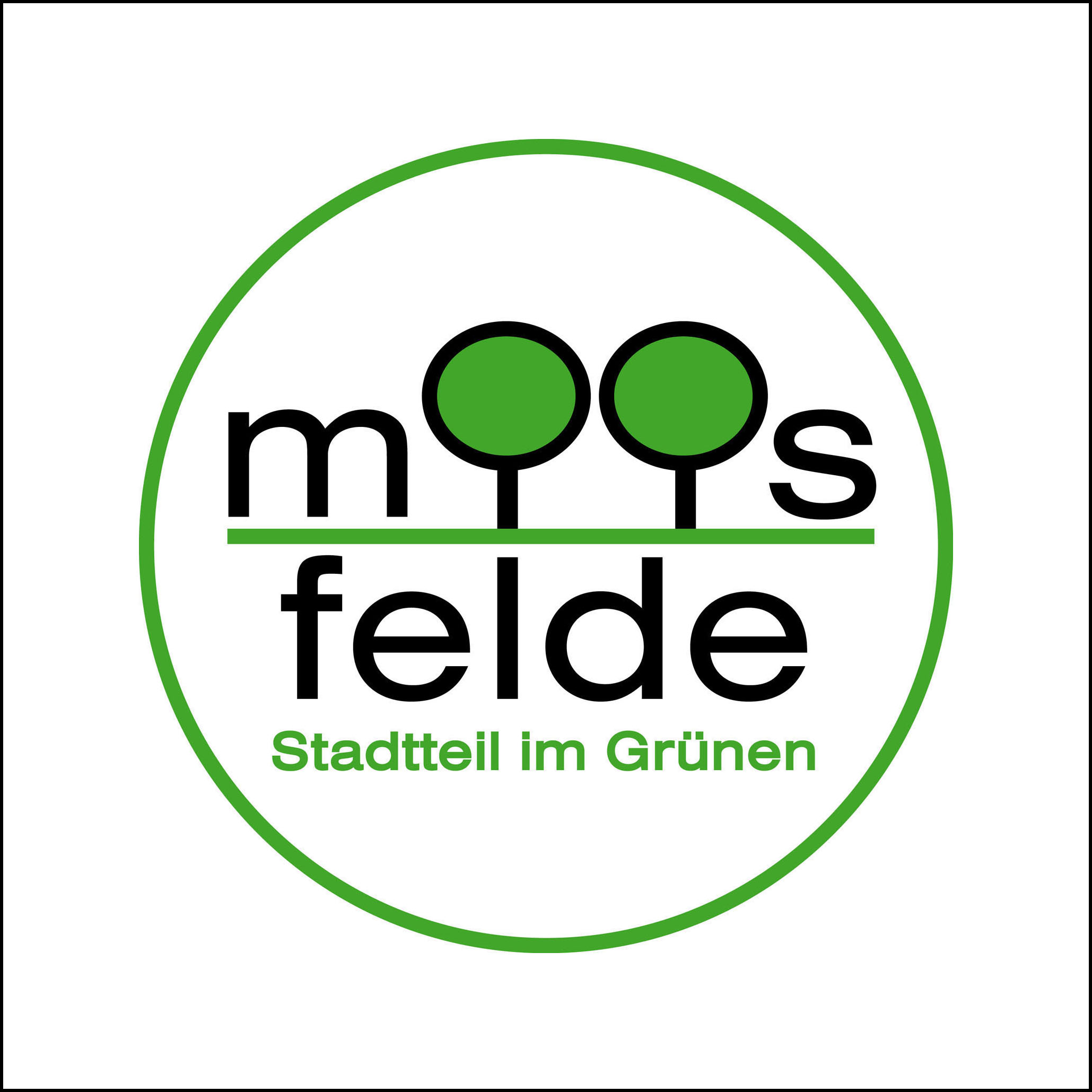
Moosfelder Logo des Designers Rolf Krüger

Mittlerweile hatte sich vor allem in den mehrgeschossigen Mietwohnungsbauten dringender Sanierungsbedarf entwickelt. Der Bevölkerungsrückgang war mit 4 Prozent überdurchschnittlich hoch. Der Ortsteil war geprägt von einem überdurchschnittlich hohen Ausländer- und Migrantenanteil. Ebenfalls hoch war die Zahl der sozial eher schwachen Haushalte. Problematisch war die recht hohe Zahl von Leerständen sowohl im Mietwohnungs- wie im Geschäftsbereich.
Zur Attraktivitätssteigerung bildete sich eine Bürgerinitiative. Von der Stadt Arnsberg wurde Moosfelde zu einem Schwerpunkt des städtebaulichen Entwicklungskonzepts der Stadt Arnsberg im Rahmen des Bund-Länder-Förderprogramms Stadtumbau West gemacht. Koordiniert wurde dies durch ein professionelles Quartiersmanagement. In den folgenden Jahren wurden in Zusammenarbeit mit den Einwohnern, Immobilienunternehmen und anderen Akteuren verschiedene Maßnahmen zur Attraktivitätssteigerung des Quartiers umgesetzt.
Das Moosfelder Stadtteillogo mit dem Slogan „Moosfelde Stadtteil im Grünen“ wurde vom Designer Rolf Krüger gestaltet.

### Gemeinschaftseinrichtungen und Vereine
Als Gemeinschaftseinrichtungen existieren ein Bürgerhaus, ein hauptamtlich betriebenes Jugendzentrum, ein Abenteuerspielplatz, das Kultur- und Integrationszentrum Hoffnung e. V., die katholische Kirche St. Elisabeth, ein katholischer und ein evangelischer Kindergarten, eine städtische Grundschule.
Unter anderem existiert seit 1979 ein Schützenverein. Es gibt auch eine Siedlergemeinschaft und die Baugemeinschaft Neheim.